# Asociación de Novelistas Románticas
La Asociación de Novelistas Románticas (en inglés: Romantic Novelists' Association) es una asociación cultural británica. Fundada en 1960, entre otras novelistas por Denise Robins (primera presidenta), Barbara Cartland (primera vicepresidenta) y Vivian Stuart (primera Presidenta electa bianual).
Durante su conferencia anual, en la que se reúnen unos 700 miembros, se entregan los premios a la mejor novelas romántica del año, además de intentar ayudar a la publicación de nuevas novelistas románticas. Fue una de sus presidentas Eileen Ramsay desde 2015 a 2017.